# Volksgartenviertel
Das Volksgartenviertel liegt in der Linzer Innenstadt und war von 1957 bis 2013 ein eigener statistischer Bezirk der Stadt Linz.

## Geographie
Das Viertel wird im Norden von der Stiftergasse unweit des Neuen Doms, im Osten von der Landstraße, im Süden vom Hauptbahnhof und im Westen von der Roseggerstraße und der Gugl begrenzt.

### Nachbarstadtteile
Die angrenzenden Stadtviertel sind das Altstadtviertel im Norden, das Neustadtviertel im Osten, das Andreas-Hofer-Platz-Viertel im Süden und Froschberg im Westen.

## Wissenswertes
Abgesehen von den Einkaufsmöglichkeiten und der Nahverkehrsdrehscheibe am Hauptbahnhof verfügt das Viertel über einige Parks und Grünanlagen, etwa den Volksgarten an der Landstraße.

## Wichtige Gebäude und Parks
- Bergschlössl
- Hauptbahnhof
- Landesdienstleistungszentrum
- Zentrale der Arbeiterkammer Oberösterreich
- Wissensturm
- Terminal Tower
- Power Tower
- Volksgarten
- Schillerpark

## Stadtteilansichten

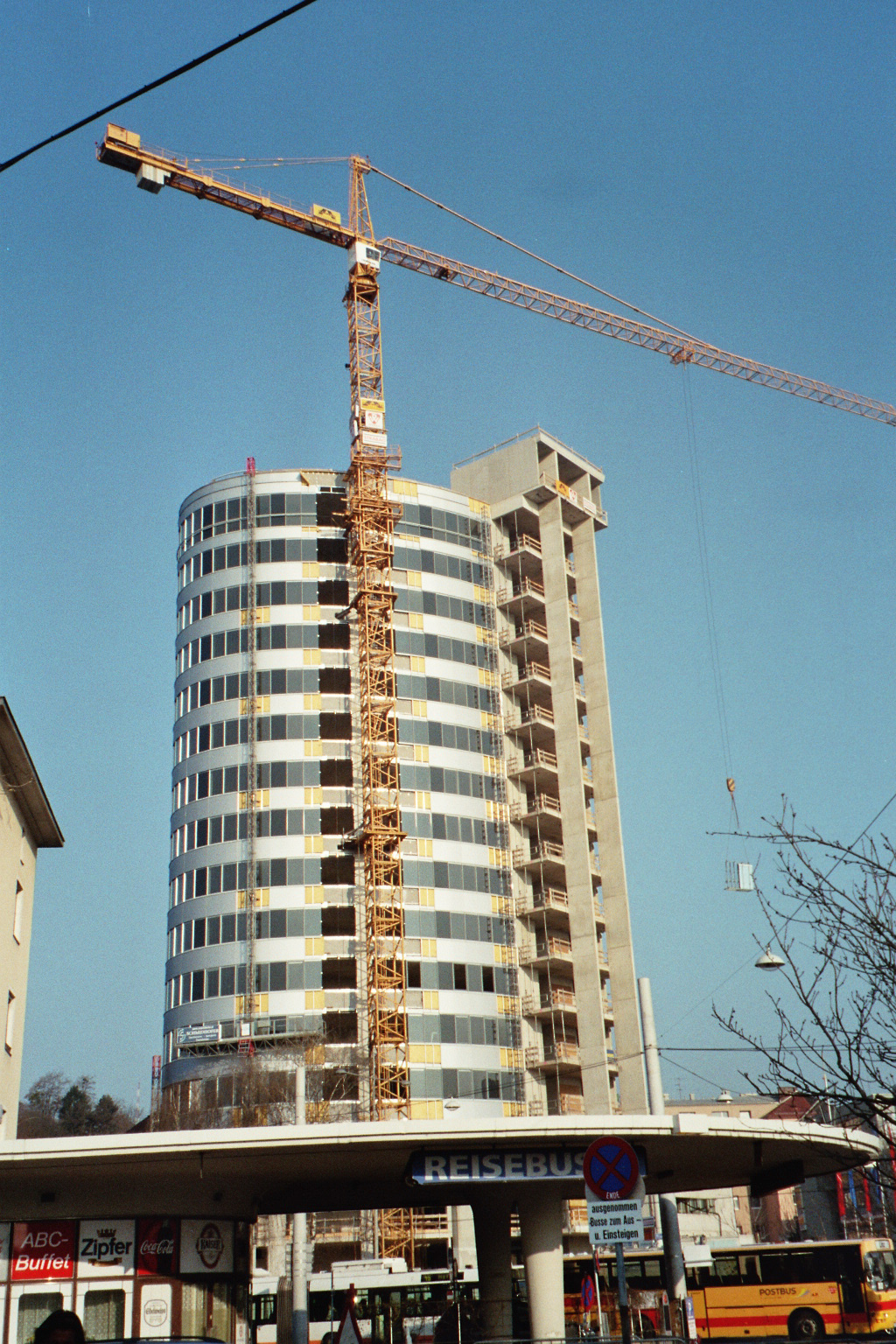
Der „Wissensturm“ in der Nähe des Linzer Hauptbahnhofes wenige Monate vor seiner Fertigstellung.